# Edward Ponsonby (8e comte de Bessborough)
Edward Ponsonby, 8e comte de Bessborough, (1er mars 1851 – 1er décembre 1920) titré  « vicomte Duncannon » (entre 1895 à 1906), est un homme politique et pair anglo-irlandais.

## Biographie
Il est le fils aîné du révérend Walter Ponsonby (7e comte de Bessborough), et de son épouse, Louisa, fille d'Edward Eliot (3e comte de St Germans).
Il obtient son diplôme d'avocat en 1879 et est secrétaire de Lord Robert Grosvenor (un fils cadet de Hugh Grosvenor (1er duc de Westminster)) au Trésor de Sa Majesté de 1880 à 1884 et d'Arthur Peel, président de la Chambre des communes, de 1884 à 1895. Après la retraite de Peel en 1895, Ponsonby est nommé Compagnon de l'Ordre du Bain (CB). Il prend également le titre de courtoisie de vicomte Duncannon après l'accession de son père au comté de Bessborough, également cette même année. En 1898, il est haut shérif de Carlow. Il est nommé Commandeur de l'Ordre royal de Victoria (CVO) le 11 août 1902 et Chevalier de l'Ordre de Saint-Patrick (KP) en 1914. Il est également impliqué dans les affaires et est devenu administrateur du London, Brighton and South Coast Railway en mars 1895, et en est le président de février 1908 jusqu'à sa mort.

## Famille
Le 22 avril 1875, il épouse Blanche Guest (1847–1919), la sœur d'Ivor Guest (1er baron Wimborne), et ils ont six enfants:
- Olwen Verene (1876–1927), épouse Geoffrey Browne, 3e baron Oranmore et Browne.
- Helen Blanche Irene (1878-1962), épouse John Congreve (1872-1957) et s'installe au domaine de Mount Congreve dans le comté de Waterford, en Irlande.
- Vere Ponsonby 9e comte de Bessborough (1880–1956), gouverneur général du Canada.
- (Cyril) Myles Brabazon (1881–1915), militaire et père d'Arthur Ponsonby (11e comte de Bessborough).
- Bertie Brabazon (1885-1967), avocat et soldat.
- Gweneth Frida (1888-1984), mariée (1) Windham Baring, (2) Ralph Cavendish.

Ponsonby hérite du comté de son père en 1906 et à sa mort en 1920, ses titres passent à son fils aîné, Vere. À sa mort le Times publie une nécrologie erronée de Lord Desborough ayant confondu les deux pairs.

## Distinctions
- Compagnon de l'ordre du Bain
- Commandeur de l'ordre royal de Victoria
- Chevalier de l'ordre de Saint Patrick